# Paisagem Protegida das Lagoas de Bertiandos e São Pedro de Arcos
A Paisagem Protegida das Lagoas de Bertiandos e São Pedro de Arcos encontra-se classificada como paisagem protegida, fazendo parte da Reserva Ecológica Nacional, incluída na Rede Natura 2000. É um local classificado como sítio Ramsar

## Localização
A reserva tem cerca de 346 hectares que se estendem pelas freguesias de Bertiandos, São Pedro de Arcos, Estorãos, Moreira do Lima, Sá e Fontão do concelho de Ponte de Lima.

## Descrição
Criada em 2000 está situada no sopé da Serra d´Arga, numa zona que inclui duas lagoas, várias linhas de água, como o rio Estorãos, áreas agrícolas e áreas florestais.
É formada por vales, floresta, bacias de água originadas pelo rio Estorãos. Foi classificada como paisagem protegida a pedido da Câmara, para proteger a biodiversidade existente. Adoptou o símbolo de um anfíbio, sendo esta uma das espécies em protecção na área.
Coabitam naquele espaço cerca de 1 200 espécies de plantas e animais, cerca de 700 a nível de fauna, que incluem cogumelos e plantas não vasculares, e o resto em animais, sobretudo aves, peixes e anfíbios.
Incluiu cerca de 22 quilómetros de percursos pedestres que permitem usufruir de paisagens diversas, típicas das zonas húmidas e rurais.